# Herbívoro

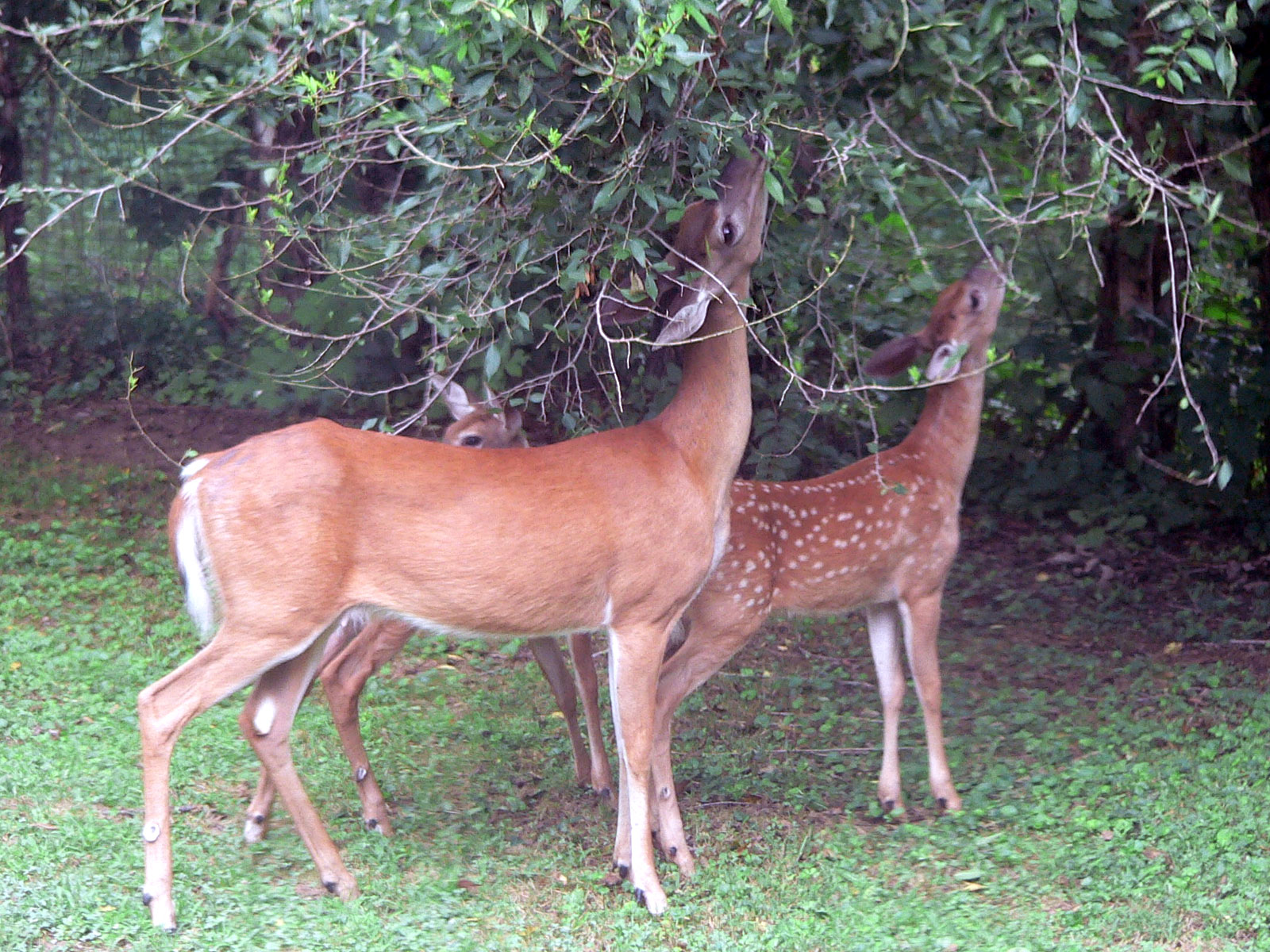
Cervos alimentando-se de folhagem.

Herbívoro é um animal anatomicamente e fisiologicamente adaptado para comer material vegetal, por exemplo, folhagem, como o principal componente de sua dieta. Como resultado da dieta basicamente composta por plantas, os animais herbívoros geralmente apresentam partes bucais e intestinais adaptadas para mastigar e digerir esses alimentos. Os cavalos e outros herbívoros, por exemplo, possuem dentes lisos e largos que são adaptados à trituração de capim, casca de árvore e outros materiais vegetais resistentes.
Uma grande porcentagem de herbívoros tem flora intestinal mutualista que os ajuda a digerir a matéria vegetal, que é mais difícil de ser digerida que a presa animal. Esta flora intestinal é composta por protozoários de digestão de celulose ou bactérias que vivem nos intestinos dos herbívoros.

## Etimologia
A palavra Herbívoro é derivada do latim Herba que significa uma pequena planta ou erva, e Voro, de vorare, para comer ou devorar. A palavra Herbívoro foi citada pela primeira vez no livro Princípios de Geologia de Charles Lyell em 1830. Richard Owen empregou o termo em um trabalho sobre dentes e esqueletos fósseis em 1854.

## Definição e termos conexos
Herbivoria é uma forma de consumo em que um indivíduo se alimenta principalmente de organismos autótrofos, como plantas, algas e bactérias fotossintetizante. Genericamente, organismos que se alimentam de autótrofos em geral são conhecidos como consumidores primários. Herbivoria geralmente se refere a animais que comem plantas. Fungos, bactérias e protistas que se alimentam de plantas vivas são geralmente denominados patógenos vegetais (doenças vegetais), e micróbios que se alimentam de plantas mortas são considerados saprófitas. As plantas que obtêm a nutrição de outras plantas vivas são denominadas geralmente de plantas parasitárias. No entanto, não existe uma classificação ecológica exclusiva e definitiva dos padrões de consumo, cada livro tem suas próprias variações sobre o tema.

## Evolução da herbivoria
A compreensão da herbivoria no tempo geológico vem de três fontes: plantas fossilizadas, que podem preservar evidências de defesa (como espinhos) ou danos relacionados à herbivoria, a observação de detritos de plantas em fezes de animais fossilizados, e a construção de partes embrionárias herbívoras.
Embora tenha sido imaginado por muito tempo que a herbivoria fosse um fenômeno originalmente Mesozoico, os fósseis têm mostrado que dentro de menos de 20 milhões de anos, após as primeiras plantas terrestres evoluíram, as plantas estavam sendo consumidas por artrópodes.

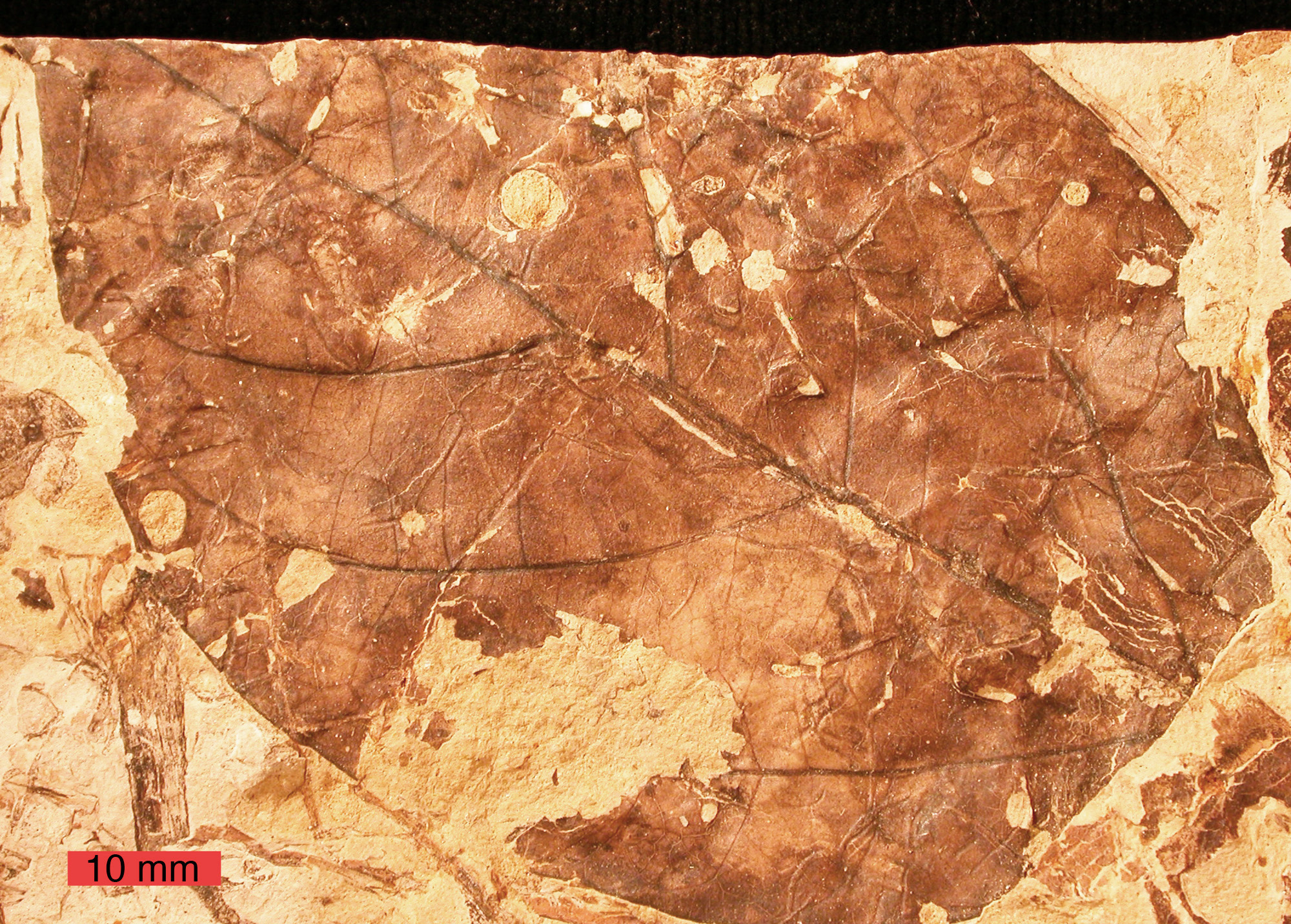
Uma folha de Viburnum Hetereuxii, fóssil com evidencia de herbivoria de insetos.

Durante os últimos 75 milhões de anos, as plantas desenvolveram uma gama de órgãos mais complexos, como raízes e sementes. Não há evidências de que nenhum organismo tenha se alimentado de vegetais até ao período Carbonífero, há 330,9 milhões de anos. Houve uma lacuna de 50 a 100 milhões de anos entre o tempo que cada órgão vegetal evoluiu e o tempo em que os organismos evoluíram para alimentá-los, isso pode ser atribuído aos baixos níveis de oxigênio durante esse período, o que pode ter inibido a evolução.
A herbivoria nos animais terrestres de quatro membros, e nos tetrápodes se desenvolveu durante o período carbonífero (há 307 - 299 milhões de anos). Tetrápodes eram grandes piscívoras anfíbios. Enquanto os anfíbios continuavam alimentando-se de peixes e insetos, alguns répteis começaram a explorar dois novos tipos de alimentos, tetrápodes (carnívoros) e plantas (herbívoros). Toda a ordem de dinossauro ornitísquios foi composta por animais herbívoros. O carnivorismo foi uma transição natural a partir do insetívorismo para médios e grandes tetrápodes, exigindo uma adaptação mínima. Em contrapartida, foi necessário um conjunto complexo de adaptações para a alimentação de materiais vegetais altamente fibrosos.
Os artrópodes evoluíram a herbivoria em quatro fases, mudando sua abordagem para ela em resposta às comunidades de plantas em mudanças. Tetrápodes herbívoros fizeram sua primeira aparição no registro fóssil de suas mandíbulas perto do limite Permio-Carbonífero, há cerca de 300 milhões de anos. A primeira evidência de herbivoria foi atribuída à oclusão dentária, o processo no qual os dentes da mandíbula entram em contato com os dentes no maxilar. A evolução da oclusão dentária levou a um aumento drástico no processamento de alimentos vegetais e fornece evidências sobre estratégias de alimentação com base em padrões de desgaste dentário. O exame das estruturas filogenéticas das morfologias do dente e do maxilar revelou que a oclusão dentária se desenvolveu independentemente em várias linhagens de herbívoros tetrápodes. Isso sugere que a evolução e propagação ocorreu simultaneamente em várias linhagens.

## Cadeia alimentar

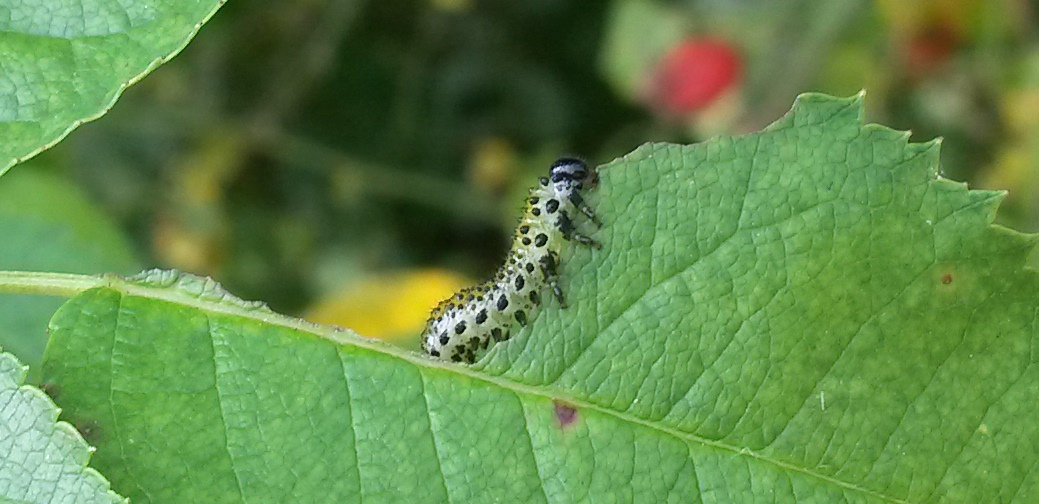
Uma lagarta se alimentando em uma folha.

Os herbívoros formam um importante elo na cadeia alimentar, pois eles consomem vegetais para digerir os carboidratos produzidos fotossinteticamente por uma planta. Os carnívoros, por sua vez, consumem herbívoros pelo mesmo motivo, enquanto os omnívoros podem obter seus nutrientes de plantas ou animais. Devido à capacidade de um herbívoro para sobreviver unicamente em matéria vegetal resistente e fibrosa, eles são denominados os consumidores primários no ciclo alimentar (cadeia).

## Estratégias de alimentação
Duas estratégias de alimentação de herbívoros são pastagem (por exemplo, vacas) e podagem (por exemplo, alce). Embora a definição exata da estratégia de alimentação possa depender do escritor, a maioria dos autores concorda que, para definir um animal herbívoro com estratégia de pastagem, pelo menos 90% da forragem deve ser grama e, para um podador, pelo menos 90% de folhas e/ou galhos. Uma estratégia de alimentação intermediária é chamada de "alimentação mista". Na sua necessidade diária de absorver energia da forragem, os herbívoros de diferentes massas corporais podem ser seletivos na escolha dos alimentos. "Seletivo" significa que os herbívoros podem escolher sua fonte de forragem dependendo, por exemplo, da estação ou da disponibilidade de alimentos, mas também que eles podem escolher uma forragem de alta qualidade (e consequentemente altamente nutritiva) antes de uma forragem com menor qualidade. A escolha do alimento, especialmente, é determinada pela massa corporal do indivíduo, com pequenos herbívoros selecionando forragem de alta qualidade, enquanto animais com maior massa corporal são menos seletivos. Várias teorias tentam explicar e quantificar a relação entre animais e seus alimentos, como a lei de Kleiber, a equação de disco de Holling e o teorema do valor marginal.
A lei de Kleiber descreve a relação entre o tamanho de um animal e sua estratégia de alimentação, dizendo que os animais maiores precisam comer menos alimentos por unidade de peso do que animais menores. A lei de Kleiber afirma que a taxa metabólica (q0) de um animal é a massa do animal (M) elevada a potência de 3/4: q0 = M3/4. Portanto, a massa do animal aumenta a uma taxa mais rápida do que a taxa metabólica.

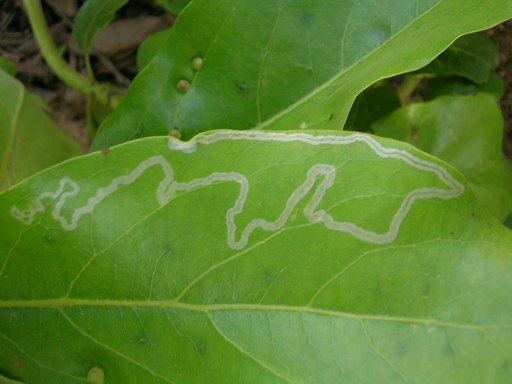
Os mineiros de folhas se alimentam de tecido foliar entre as camadas epidérmicas, deixando trilhas visíveis.

Os herbívoros empregam vários tipos de estratégias de alimentação. Muitos herbívoros não se enquadram em uma estratégia de alimentação específica, mas empregam várias estratégias e comem uma variedade de partes da planta.
A Teoria de forrageamento ideal é um modelo para prever o comportamento dos animais ao procurar alimentos ou outros recursos, como abrigo ou água. Este modelo avalia ambos os movimentos individuais, como o comportamento dos animais ao procurar alimentos e a distribuição dentro de um habitat, como a dinâmica ao nível da população e da comunidade. Por exemplo, o modelo seria usado para analisar o comportamento de podação de um veado enquanto procura por alimentos, bem como a localização e os movimentos específicos do veado dentro do habitat florestado e sua interação com outros veados enquanto nesse habitat.[carece de fontes?]
Este modelo foi criticado como circular e não-testável. Os críticos têm salientado que seus proponentes usam exemplos que se encaixam na teoria, mas não usam o modelo quando ele não se encaixa na realidade. Outros críticos salientam que os animais não têm a capacidade de avaliar e maximizar seus ganhos potenciais, portanto, a teoria de forrageamento ideal é irrelevante em explicar as tendências que não existem na natureza.
A equação do disco de Holling modela a eficiência na qual os predadores consomem suas presas. O modelo prediz que, à medida que o número de presas aumenta, a quantidade de tempo necessária para que os predadores manipulem suas presas também aumenta e, portanto, a eficiência do predador diminui. Em 1959, S. Holling propôs uma equação para modelar a taxa de retorno para uma dieta ótima: Taxa (R) = Energia obtida em forrageamento (Ef) / (tempo de busca (Ts) + tempo de tratamento (Th).[carece de fontes?]
Fórmula da equação de S. Hollins: R=Ef/(Ts+Th).[carece de fontes?]
Onde S = custo de busca por unidade de tempo, F = taxa de encontro com itens, H = tempo de manuseio, E = energia ganha por encontro. Com efeito, isso indicaria que um herbívoro em uma floresta densa passaria mais tempo a manipular a vegetação porque existe uma quantidade maior de alimento que ao redor de um herbívoro em uma floresta esparsa, que poderia podar facilmente pela vegetação da floresta. De acordo com a equação do disco de Holling, um herbívoro na floresta esparsa seria mais eficiente ao consumir a vegetação que o herbívoro em uma floresta densa.[carece de fontes?]

## Ataques e contra-ataques

### Ataque dos herbívoros
A abundante quantidade de defesas exibidas pelas plantas deixa explicito a necessidade que os herbívoros possuem de desenvolver uma variedade de habilidades para superar essas defesas e obter alimento. Isso permite que os herbívoros aumentem sua alimentação e uso de uma planta hospedeira. Dentre as três estratégias primárias desses animais para lidar com as defesas das plantas estão: a escolha do vegetal, a adaptação dos herbívoros, e a modificação vegetal.

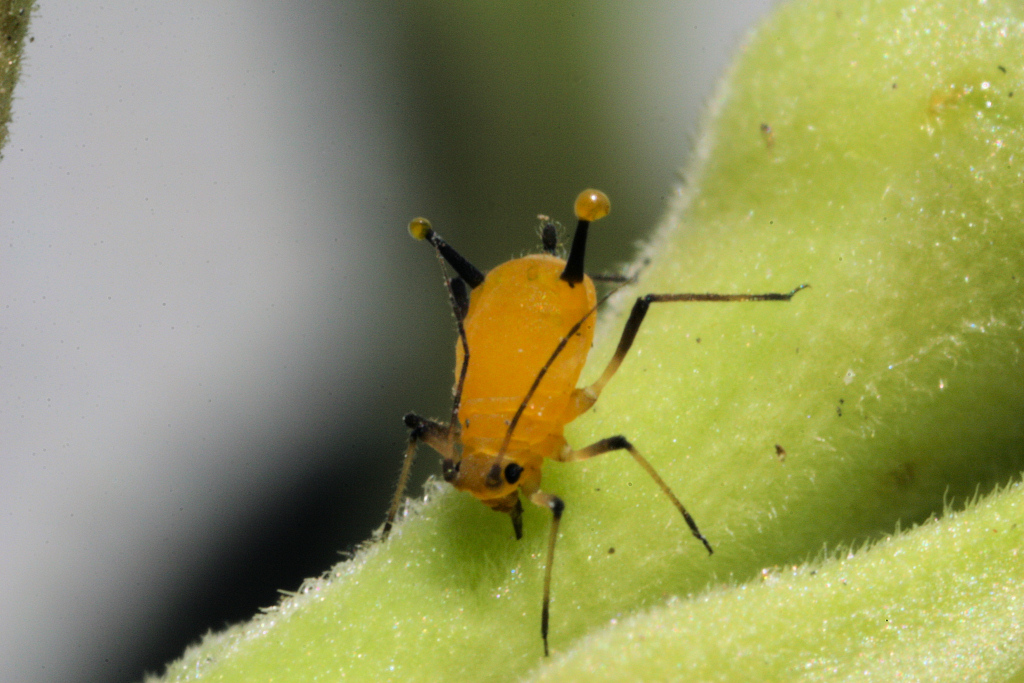
Os pulgões se alimentam de fluidos na seiva da planta.

A escolha de alimentação envolve quais plantas um herbívoro escolhe consumir. Sugeriu-se que muitos herbívoros se alimentam de uma variedade de plantas para equilibrar a sua absorção de nutrientes e evitar o consumo excessivo de qualquer tipo de produto químico defensivo.
A modificação do herbívoro é quando várias adaptações aos sistemas corporais ou digestivos do organismo permitem superar as defesas das plantas. Isso pode incluir a produção de metabolitos desintoxicantes ou o desenvolvimento de maneiras para evitar essas toxinas defensivas, como por meio da produção de grandes quantidades de saliva para reduzir a efetividade das defesas. Os herbívoros também podem utilizar simbiontes para evadir as defesas das plantas.
A modificação vegetal ocorre quando os herbívoros manipulam suas presas vegetais para aumentar a alimentação. Por exemplo, algumas lagartas enrolam folhas para reduzir a eficácia das defesas de plantas ativadas pela luz solar.

### Defesa vegetal
A defesa da planta é uma característica que aumenta a aptidão das plantas diante da herbivoria. Isso é medido em relação a outra planta que não possui o traço defensivo. As defesas das plantas aumentam a sobrevivência e/ou a reprodução (aptidão física) das plantas sob pressão de predação de herbívoros.[carece de fontes?]

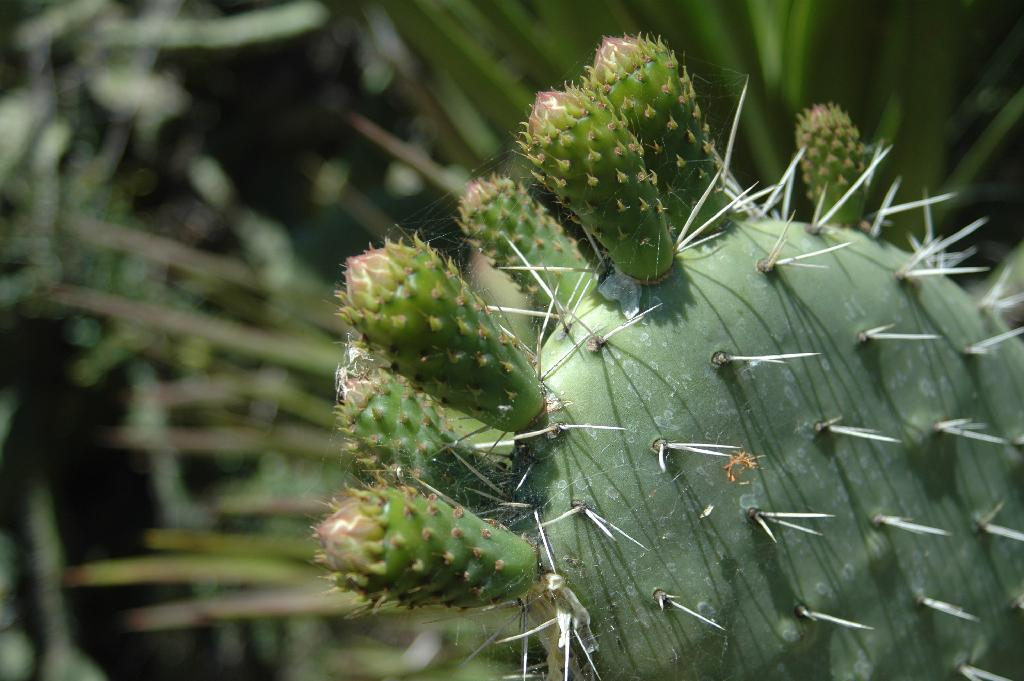
Os espinhos de um cacto é uma forma de defesa vegetal.

A defesa pode ser dividida em duas categorias principais, tolerância e resistência. A tolerância é a capacidade de uma planta suportar danos sem redução na aptidão física. Isso pode ocorrer desviando herbivoria para partes das plantas não essenciais ou por regeneração rápida e recuperação da predação sofrida. A resistência refere-se à capacidade de uma planta reduzir a quantidade de dano que recebe de um predador. Isso pode ocorrer por meio de evasão no espaço ou no tempo, defesas físicas ou defesas químicas. As defesas podem ser constitutivas, sempre presentes na planta, ou induzidas, produzidas ou translocadas pela planta após danos ou estresse.
As defesas físicas ou mecânicas são barreiras ou estruturas destinadas a afastar os herbívoros ou reduzir as taxas de ingestão, reduzindo a herbivoria em geral. Os espinhos tais como aqueles encontrados em rosas ou em árvores de acácia são um exemplo, como são os espinhos em um cacto. Os "pelos" menores conhecidos como tricomas podem cobrir folhas ou caules e são especialmente eficazes contra os herbívoros invertebrados. Além disso, algumas plantas possuem ceras ou resinas que alteram sua textura, tornando-os difíceis de serem digeridas.
As defesas químicas são metabolitos secundários produzidos pela planta que impedem a herbivoria. Há uma grande variedade destes na natureza e uma única planta pode ter centenas de diferentes defesas químicas. As defesas químicas podem ser divididas em dois grupos principais, defesas à base de carbono e defesas à base de nitrogênio:
1. As defesas à base de carbono incluem terpenos e fenólicos. Os terpenos são derivados de unidades de isopreno de 5 carbonos e compreendem óleos essenciais, carotenoides, resinas e látex. Eles podem ter uma série de funções que perturbam os herbívoros, como a inibição da formação de adenosina trifosfato (ATP), mudança na produção de hormônios ou alterações no sistema nervoso. Os fenólicos combinam um anel de carbono aromático com um grupo hidroxilo. Há uma série de fenólicos diferentes, como ligninas, que são encontrados nas paredes celulares e são muito indigestíveis, exceto para microorganismos especializados. Taninos, que têm um sabor amargo e se ligam a proteínas tornando-os indigeríveis. E furanocumerinas, que produzem radicais livres que perturbam o DNA, proteínas e lipídios, e podem causar irritação da pele.[34]
2. As defesas baseadas em nitrogênio são sintetizadas a partir de aminoácidos e, principalmente, se apresentam na forma de alcaloides e cianógenos. Alcaloides incluem substâncias comumente reconhecidas como cafeína, nicotina e morfina. Estes compostos são muitas vezes amargos e podem inibir a síntese de DNA ou RNA ou bloquear as transmissões de sinal do sistema nervoso. Os Cianogênios recebem o nome do cianeto armazenado nos seus tecidos. Isso é liberado quando a planta está danificada e inibe a respiração celular e o transporte de elétrons.[34]

As plantas também conseguem alterar algumas características que aumentam a probabilidade de atrair inimigos naturais para herbívoros. Alguns vegetais emitem produtos semi-químicos, odores que atraem inimigos naturais para os herbívoros, enquanto outros fornecem alimentos e habitação para manter a presença desses inimigos naturais. Uma determinada espécie de planta geralmente possui muitos tipos de mecanismos defensivos, mecânicos ou químicos, constitutivos ou induzidos, que permitem escapar dos predadores.

## Interações herbívoro-planta segundo a teoria predadora-presa
De acordo com a teoria das interações predador-presa, a relação entre herbívoros e plantas é cíclica. Quando as presas (plantas) são numerosas, seus predadores (herbívoros) aumentam em número de indivíduos, a redução na população de presas, por sua vez, provoca o declínio do número de predadores. A população de presas eventualmente se recupera, iniciando um novo ciclo. Isso sugere que a população do herbívoro flutua em torno da capacidade de carga da fonte de alimento, neste caso, a planta.
Vários fatores auxiliam o desempenho dessas populações flutuantes e ajudam a estabilizar a dinâmica de predador-presa. Por exemplo, a heterogeneidade espacial é mantida, o que significa que sempre haverá reservas de plantas não encontradas por herbívoros. Esta dinâmica estabilizadora desempenha um papel especialmente importante para herbívoros especializados que se alimentam de apenas uma espécie específica de planta e evita que esses especialistas eliminem sua fonte de alimento. As defesas de presas também ajudam a estabilizar a dinâmica de predador-presa. Se alimentar de um segundo tipo de presa ajuda as populações de herbívoros a se estabilizar. Alternar entre dois ou mais tipos de plantas fornece estabilidade populacional para o herbívoro, enquanto as populações das plantas oscilam. Isso desempenha um papel importante para os herbívoros generalistas que comem uma variedade de plantas.
A relação de defesa da planta e das ofensivas dos predadores herbívoros pode ser vista como uma espécie de "dança de adaptação" em que um parceiro faz um movimento e o outro acompanha. Essa mudança recíproca conduz a coevolução entre muitas plantas e herbívoros, resultando no que foi referido como uma "corrida armada coevolutiva". Os mecanismos de escape e radiação para a coevolução, apresenta a ideia de que as adaptações em herbívoros e suas plantas hospedeiras tem sido a razão principal por trás da especiação.
Embora grande parte da interação da herbivoria e defesa da planta seja negativa, com um indivíduo reduzindo a aptidão do outro, alguns são realmente benéficos. Esta herbivoria benéfica assume a forma de mutualismos em que ambos os parceiros se beneficiam de alguma forma da interação. A dispersão de sementes por herbívoros e a polinização são duas formas de herbivoria mutualista em que o herbívoro recebe um recurso alimentar e a planta é auxiliada na reprodução.